# Borealosaurus
Borealosaurus wimani
Genre
Espèce
Borealosaurus est un genre de dinosaures sauropodes, un titanosaure basal ayant vécu en Chine à la fin du Crétacé inférieur.
Une seule espèce est attribuée au genre, l'espèce type, Borealosaurus wimani, décrite en 2004 par You Hailu, Ji Qiang,  Matthew C. Lamanna, Li Jinglu et Li Yinxian.

## Étymologie
Le nom de genre Borealosaurus combine les mots du grec ancien Βορεας, le « vent du Nord » et σαυρος « lézard ». Le nom spécifique wimani rend hommage au paléontologue suédois Carl Wiman, qui fut le premier à décrire et nommer un dinosaure chinois.

## Découverte
Ses fossiles ont été découverts dans la formation géologique de Sunjiawan du Liaoning, au nord-est de la Chine. Ils sont datés de l'Albien supérieur, il y a environ entre 105 et 100 Ma (millions d'années).

## Description
Borealosaurus mesurait 12 mètres de long et pesait 10 tonnes.
La morphologie d'une vertèbre caudale semi-distale rappelle celle du titanosaure mongol Opisthocoelicaudia. Cependant, dans leur aperçu des restes de sauropodes du Crétacé d'Asie centrale, Averianov et Sues considèrent Borealosaurus comme un titanosaure non lithostrotien, un titanosaure basal, car ses vertèbres caudales ne sont pas procœles (plateau crânien du corps de la vertèbre concave tandis que le plateau caudal est convexe), un type de vertèbres qui permet une grande mobilité de la colonne vertébrale dans les vertèbres caudales moyennes.